# Брачни троугао
Брачни троугао (тур. Sadakatsiz) турска је телевизијска серија, снимана од 2020. до 2022.
У Србији је приказује Happy од 17. јула 2023.

## Радња
Асја је 37-годишња лекарка и помоћница директора болнице у Истанбулу. Има веома успешну каријеру и савршен живот заједно са супругом Волканом и сином тинејџером Алијем. Напустила је свој родни град Измир да би се удала за свог мужа. Никада се не каје због своје одлуке све док не почне да сумња да је њен муж у афери.
Волкан је наизглед савршен породичан човек, води малу архитектонску компанију, брине о својој жени и сину и понаша се на одговоран и пажљив начин. Асја веома верује свом мужу, међутим, она га сумњичи за неверство када открије плави прамен косе на Волкановом шалу. Асја се свим силама труди да се реши ове ситуације, али не може да се уздржи од лошег осећаја у срцу. Стога она покушава да истражи свог мужа.

## Улоге
| Глумац               | Улога               |
| -------------------- | ------------------- |
| Џансу Дере           | Асја Јилмаз Арслан  |
| Џанер Џиндорук       | Волкан Арслан       |
| Мелис Сезен          | Дерин Гучлу Арслан  |
| Озге Оздер           | Дерја Саманли       |
| Гозде Седа Алтунер   | Гонул Гучлу         |
| Назли Булум          | Нил Тетик Гучлу     |
| Таро Емир Текин      | Селчук Гучлу        |
| Јелиз Куванџи        | Бахар Гелик Ергинер |
| Алп Акар             | Али Арслан          |
| Мелтем Бајток        | Џавидан             |
| Зерин Нишанџи        | Невин               |
| Доган Џан Сарикаја   | Демир Гучлу         |
| Јарен Вера Салма     | Зејнеп Арслан       |
| Гамзе Бујукбашоглу   | Пелин               |
| Беркај Атеш          | Арас Атешоглу       |
| Асли Орџан           | Лејла Атешоглу      |
| Бурак Серген         | Харук Гучлу         |
| Сефак Башкаја        | Кадир Гунеш         |
| Али Ил               | Мелих Ергинер       |
| Махмут Гокгоз        | Алтан Сајгинер      |
| Кенан Еџе            | Тургај Гунгор       |
| Ајдан Таш            | Дидем Акташ         |
| Бену Јилдиримлар     | Асја Гуналан        |
| Онур Берк Арсланоглу | Фарук Гунчај        |
| Мелиса Донгел        | Хиџран Дагџи        |
| Џемал Хунал          | Синан Ташкиран      |
| Олџај Јусуфоглу      | Серап Шенлик        |
| Ерен Вурдем          | Мерт Гелик          |
| Дора Далгич          | Селен               |
| Џерен Чичек          | Ипек                |

## Епизоде
| Сезона | Сезона | Број епизода (н) / (и)         | Приказивање у Турској                 | Приказивање у Србији                   |
| ------ | ------ | ------------------------------ | ------------------------------------- | -------------------------------------- |
|        | 1      | 31 / 78 (1 — 31) / (1 — 78)    | 7. октобар 2020 — 2. јун 2021. ()     | 17. јул 2023 — 1. новембар 2023 ()     |
|        | 2      | 29 / 71 (32 — 60) / (79 — 149) | 29. септембар 2021 — 25. мај 2022. () | 2. новембар 2023 — 9. фебруар 2024. () |